# Перадзе, Григорий Иванович
Григорий Иванович Перадзе (1895 год, Шорапанский уезд, Кутаисская губерния, Российская империя — дата смерти неизвестна, Пирвели Майский сельсовет, Зестафонский район, Грузинская ССР) — звеньевой колхоза имени Берия Пирвели Майского сельсовета Зестафонского района, Грузинская ССР. Герой Социалистического Труда (1949).

## Биография
Родился в 1895 году в крестьянской семье в одном из сельских населённых пунктов Шорапанского уезда (сегодня — территория Зестафонского муниципалитета). Окончил местную сельскую школу. Трудился в сельском хозяйстве. В послевоенное время возглавлял звено виноградарей в колхозе имени Берия Пирвели Майского сельсовета Зестафонского района.
В 1948 году звено под его руководством собрало в среднем с каждого гектара по 81 центнеров винограда шампанских вин на участке площадью 3 гектара. Указом Президиума Верховного Совета СССР от 9 августа 1949 года удостоен звания Героя Социалистического Труда за «получение высоких урожаев винограда в 1948 году» с вручением ордена Ленина и золотой медали «Серп и Молот» (№ 4371).
Проживал на территории Пирвели Майского сельсовета Зестафонского района. Дата смерти не установлена.